# Thaleichthys
Thaleichthys is de geslachtsnaam van een soort spiering uit de familie van de osmeridae. Het geslacht is monotypisch, dus bevat slechts één soort: Thaleichthys pacificus (Eulachon).

## Referentie
- Species summary op FishBase